# Arnolec
Arnolec község Csehországban, a Jihlavai járásban. Arnolec Zhoř, Jersín, Nadějov, Stáj, Černá és Bohdalov településekkel határos. Lakosainak száma 202 fő (2024. január 1.).

## Népesség
A település lakosságának változását az alábbi diagram mutatja:
| Lakosok száma | 357  | 390  | 376  | 247  | 241  | 184  | 160  | 176  | 187  | 202  |
|               | 1869 | 1890 | 1921 | 1950 | 1980 | 2001 | 2017 | 2019 | 2022 | 2024 |